# Bejt Šikma
Bejt Šikma (hebrejsky בֵּית שִׁקְמָה, doslova „Sykomorový dům“, v oficiálním přepisu do angličtiny Bet Shiqma, přepisováno též Beit Shikma) je vesnice typu mošav v Izraeli, v Jižním distriktu, v Oblastní radě Chof Aškelon.

## Geografie
Leží v nadmořské výšce 50 metrů v pobřežní nížině, v regionu Šefela. Okolo obce protéká vádí Nachal Ge'a s přítokem od východu Nachal Tejma.
Obec se nachází 6 kilometrů od břehu Středozemního moře, cca 50 kilometrů jihojihozápadně od centra Tel Avivu, cca 61 kilometrů jihozápadně od historického jádra Jeruzalému a 4 kilometry jihovýchodně od města Aškelon. Bejt Šikma obývají Židé, přičemž osídlení v tomto regionu je etnicky převážně židovské.
Bejt Šikma je na dopravní síť napojen pomocí lokální silnice číslo 3412. Podél západní strany obce probíhá železniční trať, která zde ale nemá stanici. Používá se jako průmyslová vlečka s odbočkou k jihozápadu do elektrárny Rutenberg a k východu (železniční trať Kirjat Gat-Aškelon, rovněž využívána pouze jako průmyslová vlečka). Ve výstavbě je ovšem železniční trať Aškelon-Beerševa pro osobní přepravu, která by měla navázat jižním směrem na zbytky britské železnice.

## Dějiny
Bejt Šikma byl založen v roce 1950. Zakladateli mošavu byli Židé z Libye a Maroka. Funguje tu společenské centrum a knihovna.

## Demografie
Podle údajů z roku 2014 tvořili naprostou většinu obyvatel v Bejt Šikma Židé (včetně statistické kategorie "ostatní", která zahrnuje nearabské obyvatele židovského původu ale bez formální příslušnosti k židovskému náboženství).
Jde o menší obec vesnického typu s dlouhodobě mírně rostoucí populací. K 31. prosinci 2014 zde žilo 799 lidí. Během roku 2014 populace stoupla o 2,3 %.
| Rok            | 1961 | 1972 | 1983 | 1995 | 2001 | 2003 | 2004 | 2005 | 2006 | 2007 | 2008 | 2009 | 2010 | 2011 | 2012 | 2013 | 2014 |
| -------------- | ---- | ---- | ---- | ---- | ---- | ---- | ---- | ---- | ---- | ---- | ---- | ---- | ---- | ---- | ---- | ---- | ---- |
| Počet obyvatel | 559  | 552  | 496  | 516  | 588  | 652  | 684  | 679  | 676  | 687  | 695  | 725  | 721  | 763  | 769  | 781  | 799  |